# Lorenzo Deiana
Lorenzo Deiana (* 19. Januar 2001 in Stuttgart) ist ein italienisch-deutscher American-Football-Spieler. Für die Saison 2022 der European League of Football steht er bei den Hamburg Sea Devils unter Vertrag. 2021 wurde er in die italienische Nationalmannschaft berufen.
2023 wird der 22-Jährige für die Stuttgart Surge auflaufen und kehrt damit wieder in seine Heimat zurück.

## Leben
Lorenzo Deiana stammt aus einer Familie aus Stuttgart in Baden-Württemberg und spielte bis zu seinem 15. Lebensjahr Fußball. Im Alter von 14 Jahren kam er erstmals mit American Football in Kontakt und schloss sich der Jugend-Mannschaft der Stuttgart Scorpions an. Im folgenden Jahr konzentrierte er sich hauptsächlich auf American Football und ließ seine Fußballkarriere hinter sich.
Er absolvierte im Jahr 2020 sein Fachabitur und eine Zusatzausbildung für Sport und Vereinsmanagement an der Johann-Friedrich-von-Cotta-Schule.

## Sportliche Karriere

### Stuttgart Scorpions
Lorenzo Deiana spielte 2016 in der U16-Mannschaft der Stuttgart Scorpions und wurde Meister in Baden-Württemberg. Im gleichen Jahr wurde er in den U15-Auswahlkader von Baden-Württemberg berufen. Im Jahr 2017 wurde er mit der U16-Mannschaft der Stuttgart Scorpions Vizemeister in Baden-Württemberg und wurde in den U17-Auswahlkader von Baden-Württemberg aufgenommen.
2018 spielte Deiana erstmals als Rookie für die U19 der Stuttgart Scorpions unter der Führung von Head Coach Mario Campos Neves. Er gewann mit seinem Team den Südmeistertitel und zog mit den Scorpions in die Playoffs ein. Auch erfolgte in diesem Jahr für ihn erneut die Nominierung in den U17-Auswahlkader der Baden-Württemberg Lions, mit denen er beim Jugend-Länderturnier 2018 Deutscher Meister wurde.
2019 spielte Lorenzo Deiana seine persönlich stärkste Saison unter Leitung von Head-Coach Sebastian Blase. 2020 wurde seine letzte Jugendsaison aufgrund von COVID-19 abgesagt. Er wurde jedoch von Europes Elite als einer der Top-10-Spieler seines Jahrgangs in Europa gelistet.

### Raiders Tirol
Zur Saison 2021 wechselte er zu den Swarco Raiders Tirol in die Austrian Football League (AFL). Seine erste Herrensaison bestritt Deiana unter Head Coach Kevin Herron und wurde mit den Raiders Staatsmeister der höchsten österreichischen Liga. Zudem spielte er mit den Raiders in der Central European Football League 2021, in der die Raiders den CEFL Bowl XV erreichten, dort aber gegen die Schwäbisch Hall Unicorns verloren.

### Milano Rhinos
Anfang 2022 gaben die Rhinos Milano bekannt, dass Deiana zukünftig bei ihnen in der Italian Football League spielen wird.

### Italienische Nationalmannschaft
In der Saison 2021 wurde Lorenzo Deiana für die italienische Nationalmannschaft nominiert und erreichte im Spiel gegen Frankreich, das jedoch aufgrund von positiven Covid-19-Fällen im Team der Franzosen kurz vor Spielbeginn abgesagt wurde, den 45-Mann-Kader.
Die italienische Nationalmannschaft gewann so automatisch das Halbfinale der American-Football-Europameisterschaft 2021 und zog ins Finale in Schweden ein. Das Endspiel des Turniers, das am 31. Oktober 2021 in Malmö stattfand, entschieden die Italiener mit einem 41:14 für sich. Lorenzo Deiana wurde daraufhin der jüngste Europameister in der Geschichte der italienischen Nationalmannschaft.

### Hamburg Sea Devils
Für die Saison 2022 wurde Lorenzo von den Hamburg Sea Devils verpflichtet.
Das Team der Hamburger erreichte das ELF Finale in Klagenfurt am Wörthersee nach einer sehr starken Saison. Lorenzo wurde außerdem als Rookie of the year 2022 nominiert.

### Stuttgart Surge
2023 entschied sich der gebürtige Stuttgarter wieder für seine Heimatstadt und die Stuttgart Surge zu spielen.